# Aeneator recens
Aeneator recens là một loài ốc biển lớn, là động vật thân mềm chân bụng sống ở biển trong họ Buccinidae.